# Derechos humanos en la Unión Soviética
Los derechos humanos en la Unión Soviética estaban severamente limitados. La Unión Soviética fue un estado totalitario desde 1927 hasta 1953 y un estado de partido único hasta 1990. Se suprimió la libertad de expresión y se castigó la disidencia. No se toleran las actividades políticas independientes, ya sea que impliquen la participación en sindicatos libres, corporaciones privadas, iglesias independientes o partidos políticos de oposición. La libertad de circulación de los ciudadanos estaba limitada tanto dentro como fuera del país.
En la práctica, el gobierno soviético frenó significativamente el muy poderoso estado de derecho, las libertades civiles, la protección de la ley y las garantías de propiedad, que fueron considerados ejemplos de "moralidad burguesa" por teóricos legales soviéticos como Andréi Vyshinski. La Unión Soviética firmó documentos de derechos humanos jurídicamente vinculantes, como el Pacto Internacional de Derechos Civiles y Políticos en 1973, pero no eran ampliamente conocidos ni accesibles para las personas que vivían bajo el régimen comunista, ni eran tomados en serio por las autoridades comunistas. Los activistas de derechos humanos en la Unión Soviética fueron regularmente objeto de hostigamiento, represión y arrestos.

## Concepto soviético de derechos humanos y sistema legal
Según la Declaración Universal de Derechos Humanos, los derechos humanos son los "derechos y libertades fundamentales a los que tienen derecho todos los seres humanos". Incluyendo el derecho a la vida y a la libertad, la libertad de expresión y la igualdad ante la ley; y los derechos sociales, culturales y económicos, incluidos el derecho a participar en la cultura, el derecho a la alimentación, el derecho al trabajo y el derecho a la educación.
La concepción soviética de los derechos humanos era muy diferente del derecho internacional. Según la teoría jurídica soviética, "es el gobierno el beneficiario de los derechos humanos que deben hacerse valer contra el individuo". El Estado soviético era considerado como la fuente de los derechos humanos. Por lo tanto, el sistema legal soviético consideraba a la ley como un brazo de la política y también consideraba a los tribunales como agencias del gobierno. Se otorgaron amplios poderes extrajudiciales a las agencias de policía secreta soviéticas. En la práctica, el gobierno soviético restringió significativamente el estado de derecho, las libertades civiles, la protección de la ley y las garantías de propiedad, que fueron considerados como ejemplos de "moralidad burguesa" por teóricos del derecho soviético como Andréi Vyshinski.
La URSS y otros países del bloque soviético se habían abstenido de afirmar la Declaración Universal de los Derechos Humanos (1948), diciendo que era "demasiado jurídica" y potencialmente infringía la soberanía nacional. Posteriormente, la Unión Soviética firmó documentos de derechos humanos jurídicamente vinculantes, como el Pacto Internacional de Derechos Civiles y Políticos de 1973 (y el Pacto Internacional de Derechos Económicos, Sociales y Culturales de 1966), pero no eran ampliamente conocidos ni accesibles para las personas que vivían bajo el régimen comunista, ni eran tomados en serio por las autoridades comunistas. Bajo Iósif Stalin, la pena de muerte se extendió a adolescentes de tan solo 12 años en 1935.
El crimen no se determinó como la infracción de la ley, sino como cualquier acción que pudiera amenazar al estado y la sociedad soviéticos. Por ejemplo, el deseo de obtener beneficios podría interpretarse como una actividad contrarrevolucionaria castigada con la muerte. La liquidación y deportación de millones de campesinos en 1928-1931 se llevó a cabo dentro de los términos del Código Civil soviético. Algunos juristas soviéticos llegaron a decir que se podía aplicar la "represión criminal" en ausencia de culpa. Martin Latsis, jefe de la policía secreta soviética de Ucrania, explicó: "No busquen en el archivo de pruebas incriminatorias para ver si los acusados se levantaron o no contra los soviéticos con armas o palabras. Pregúntale en cambio a qué clase pertenece, cuál es su formación, su educación, su profesión. Estas son las preguntas que determinarán el destino del acusado. Ese es el significado y la esencia del Terror Rojo".
El propósito de los juicios públicos "no era demostrar la existencia o ausencia de un delito -que estaba predeterminado por las autoridades competentes del partido-, sino proporcionar otro foro más para la agitación política y la propaganda para la instrucción de la ciudadanía (véase los Juicios de Moscú, por ejemplo). Los abogados defensores, que tenían que ser miembros del partido, estaban obligados a dar por sentada la culpabilidad de su cliente..."

## Libertad de expresión política
En las décadas de 1930 y 1940, la represión política fue ampliamente practicada por los servicios de policía secreta soviética, OGPU y NKVD. Se utilizó una extensa red de informantes civiles —voluntarios o reclutados por la fuerza— para recopilar información de inteligencia para el gobierno y denunciar casos de presunta disidencia.
Su base teórica era la teoría del marxismo sobre la lucha de clases. Los términos "represión", "terror" y otras palabras fuertes eran términos oficiales de trabajo, ya que se suponía que la dictadura del proletariado suprimía la resistencia de otras clases sociales, que el marxismo consideraba antagónicas a la clase del proletariado. La base legal de la represión se formalizó en el artículo 58 del código de la RSFSR y artículos similares para otras repúblicas soviéticas. El agravamiento de la lucha de clases bajo el socialismo fue proclamado durante el terror estalinista.

## Libertad de expresión literaria y científica
La censura en la Unión Soviética era generalizada y se aplicaba estrictamente. Esto dio origen al Samizdat, una copia y distribución clandestina de literatura suprimida por el gobierno. El arte, la literatura, la educación y la ciencia fueron sometidos a un estricto escrutinio ideológico, ya que se suponía que servían a los intereses del proletariado victorioso. El realismo socialista es un ejemplo de este tipo de arte de orientación teleológica que promovió el socialismo y el comunismo. Todas las humanidades y ciencias sociales fueron examinadas en estricta conformidad con el materialismo histórico.
Todas las ciencias naturales debían fundarse sobre la base filosófica del materialismo dialéctico. Muchas disciplinas científicas, como la genética, la cibernética y la lingüística comparada, fueron suprimidas en la Unión Soviética durante algunos períodos, condenadas como "pseudociencia burguesa". En un momento dado, el lysenkoísmo, que muchos consideran una pseudociencia, fue favorecido en la agricultura y la biología. En las décadas de 1930 y 1940, muchos científicos prominentes fueron declarados "saboteadores" o enemigos del pueblo y encarcelados. Algunos científicos trabajaron como prisioneros en "Sharashkas" (laboratorios de investigación y desarrollo dentro del sistema de campos de trabajo del Gulag).
De acuerdo con el Código Penal soviético, la agitación o propaganda llevada a cabo con el propósito de debilitar la autoridad soviética, o la circulación de materiales o literatura que difamaban al Estado y al sistema social soviéticos se castigaban con penas de prisión de 2 a 5 años; por una segunda ofensa, punible por un período de 3 a 10 años.

## Derecho de voto
Según los ideólogos comunistas, el sistema político soviético era una verdadera democracia, donde los consejos obreros ("soviets") representaban la voluntad de la clase obrera. En particular, la Constitución soviética de 1936 garantizaba el sufragio universal directo con voto secreto. La práctica, sin embargo, se apartaba de los principios. Por ejemplo, todos los candidatos fueron seleccionados por las organizaciones del Partido Comunista, hasta la democratización y las elecciones de marzo de 1989. El historiador Robert Conquest describió el sistema electoral soviético como "un conjunto de instituciones y acuerdos fantasmas que ponen un rostro humano a las horribles realidades: una constitución modelo adoptada en el peor período de terror y que garantiza los derechos humanos, elecciones en las que solo había un candidato y en las que votó el 99 por ciento; un parlamento en el que nunca se levantó la mano en oposición o abstención".

## Derechoseconómicos
La propiedad personal estaba permitida con limitaciones. La mayoría de los bienes inmuebles pertenecían al Estado. Muchas formas de comercio privado con la intención de obtener ganancias se consideraban "especulación" (en ruso: спекуляция) y se prohibieron como delito penal para ser castigado con multas, encarcelamiento, confiscación y/o trabajo correctivo. La "especulación" se define específicamente en el artículo 154 del Código Penal de la URSS. La salud, la vivienda, la educación y la nutrición estaban formalmente garantizadas a través de la provisión de estructuras de pleno empleo y bienestar económico, pero estas garantías rara vez se cumplían en la práctica. Por ejemplo, más de cinco millones de personas carecieron de una nutrición adecuada y murieron de hambre durante la hambruna soviética de 1932-1933, una de varias hambrunas soviéticas. La hambruna de 1932-33 fue causada principalmente por la colectivización ordenada por los soviéticos, aunque la hambruna en parte también fue causada por condiciones naturales. En respuesta a las frecuentes escaseces, existió una segunda economía masiva para todas las categorías de bienes y servicios.

## Libertad de reunión y asociación
A los trabajadores no se les permitía organizar sindicatos libres. Todos los sindicatos existentes estaban organizados y controlados por el Estado. Todas las organizaciones juveniles políticas, como el Movimiento Pionero y el Komsomol, sirvieron para hacer cumplir las políticas del Partido Comunista. La participación en organizaciones políticas no autorizadas puede dar lugar a penas de prisión. Organizarse en campamentos podría acarrear la pena de muerte.

## Libertad de movimiento

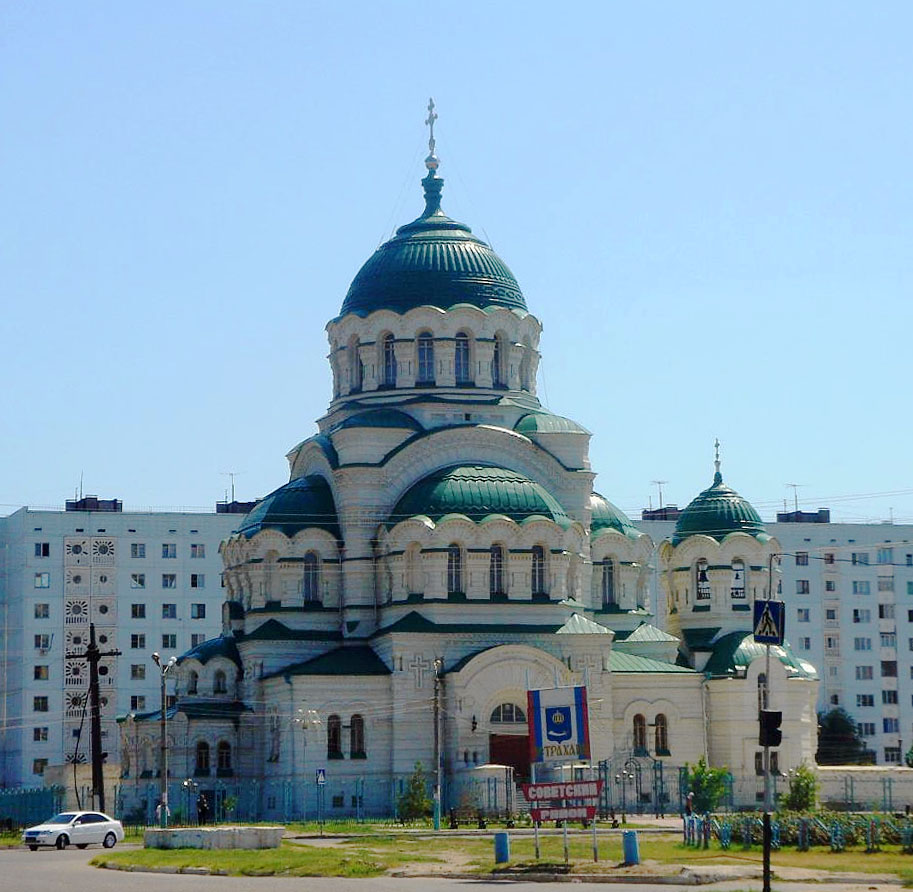
La Catedral de San Vladimir en Astracán, que sirvió como estación de autobuses en la época soviética.

El sistema de pasaportes de la Unión Soviética restringía la migración de ciudadanos dentro del país a través de la "propiska" (sistema de permiso/registro de residencia) y el uso de pasaportes internos. Durante un largo período de la historia soviética, los campesinos no tenían pasaportes internos y no podían mudarse a las ciudades sin permiso. Muchos ex reclusos recibieron "boletos de lobo" y solo se les permitió vivir a un mínimo de 101 km de las fronteras de la ciudad. Los viajes a las ciudades cerradas y a las regiones cercanas a las fronteras estatales de la URSS estaban fuertemente restringidos. El intento de escapar ilegalmente al extranjero se castigaba con penas de prisión de 1 a 3 años.

## Libertad religiosa
La Unión Soviética promovió el ateísmo marxista-leninista y persiguió la religión. Con ese fin, el régimen comunista confiscó las propiedades de la iglesia, ridiculizó la religión, acosó a los creyentes y propagó el ateísmo en las escuelas. Sin embargo, las acciones hacia determinadas religiones estaban determinadas por los intereses del Estado, y la mayoría de las religiones organizadas nunca fueron proscritas por completo.
Algunas acciones contra sacerdotes y creyentes ortodoxos incluyeron tortura; ser enviado a campos de prisioneros, campos de trabajo u hospitales psiquiátricos; y ejecución. Muchos ortodoxos (junto con personas de otras religiones) también fueron sometidos a castigos psicológicos o tortura y experimentación de control mental en un intento de obligarlos a renunciar a sus convicciones religiosas (ver Psiquiatría punitiva en la Unión Soviética).
A los cristianos ortodoxos practicantes se les restringía la participación en carreras prominentes y la membresía en organizaciones comunistas (por ejemplo, el partido y el Komsomol). La propaganda antirreligiosa fue abiertamente patrocinada y alentada por el gobierno, a lo que la Iglesia no tuvo la oportunidad de responder públicamente. Se cerraron seminarios y se restringió la publicación de materiales de la iglesia. El ateísmo se propagó a través de las escuelas, las organizaciones comunistas y los medios de comunicación. Se crearon organizaciones como la Sociedad de los Impíos.

## Movimiento por los derechos humanos
Los activistas de derechos humanos en la Unión Soviética fueron regularmente objeto de hostigamiento, represión y arrestos. En varios casos, solo el perfil público de activistas de derechos humanos como Andréi Sájarov ayudó a evitar el cese total de las actividades del movimiento.
Un movimiento de derechos humanos más organizado en la URSS surgió de la corriente de disidencia de finales de los años sesenta y setenta, conocida como "defensores de los derechos (pravozashchitniki"). Su publicación samizdat más importante, la Crónica de los Acontecimientos Actuales, hizo circular su primer número en abril de 1968, después de que las Naciones Unidas declararan que sería el Año Internacional de los Derechos Humanos (20 años desde que se emitió la Declaración Universal), y continuó durante los siguientes 15 años hasta que se cerró en 1983.
A partir de 1968 se crearon una sucesión de grupos dedicados a los derechos humanos: el Grupo de Acción para la Defensa de los Derechos Humanos en la URSS se hizo público en mayo de 1969 con un llamamiento al Comité de Derechos Humanos de la ONU; El Comité de Derechos Humanos en la URSS se creó en 1970; y en 1973 apareció una sección soviética de Amnistía Internacional. Los grupos redactaron llamamientos, recolectaron firmas para peticiones y asistieron a juicios.
Los ocho países miembros del Pacto de Varsovia firmaron el Acta Final de Helsinki en agosto de 1975. La "tercera canasta" del Acta Final incluía amplias cláusulas de derechos humanos. En los años 1976-77, surgieron varios "Grupos de Vigilancia de Helsinki" en la URSS, para supervisar el cumplimiento de la Unión Soviética con el Acta Final de Helsinki. El primer grupo fue el Grupo Helsinki de Moscú, seguido por grupos en Ucrania, Lituania, Georgia y Armenia. Lograron unificar diferentes ramas del movimiento de derechos humanos. Iniciativas similares comenzaron en los estados satélites soviéticos, como la Carta 77 en la República Socialista Checoslovaca.
Durante los dos años siguientes, los Grupos de Helsinki serían hostigados y amenazados por las autoridades soviéticas y, finalmente, se verían obligados a cerrar sus actividades, ya que los principales activistas fueron arrestados, juzgados y encarcelados o presionados para abandonar el país. En 1979, todos habían dejado de funcionar.

## La perestroika y los derechos humanos
El período comprendido entre abril de 1985 y diciembre de 1991 fue testigo de un cambio dramático en la URSS.
En febrero de 1987, el presidente de la KGB, Víctor Chebrikov, informó al secretario general soviético Mijaíl Gorbachov que 288 personas estaban cumpliendo condenas por delitos cometidos en virtud de los artículos 70, 190-1 y 142 del Código Penal de la RSFSR; Un tercio de los condenados estaban recluidos en hospitales psiquiátricos. La mayoría fueron puestos en libertad a lo largo del año, espoleados por la muerte en prisión del veterano disidente Anatoli Márchenko en diciembre de 1986. Pronto las minorías étnicas, los grupos confesionales y naciones enteras hicieron valer sus derechos, respectivamente, a la autonomía cultural, a la libertad de religión y, liderados por los Estados bálticos, a la independencia nacional.
Al igual que la glasnost no representaba la "libertad de expresión", los intentos de los activistas de celebrar sus propios eventos y crear asociaciones y movimientos políticos independientes se encontraron con la desaprobación y la obstrucción de Gorbachov y su Politburó. A principios de diciembre de 1987, Shevardnadze, Yakovlev y Chebrikov informaron sobre la propuesta de celebrar un seminario sobre derechos humanos en Moscú del 10 al 14 de diciembre de 1987 con invitados extranjeros, y sugirieron formas de socavar, restringir y contener el evento organizado por los ex disidentes soviéticos. La reacción a una propuesta similar siete meses después fue muy similar. A medida que concedían más y más de los derechos sobre los que los comunistas habían establecido su monopolio en la década de 1920, los acontecimientos y organizaciones no iniciados o supervisados por el régimen eran mal vistos y desalentados por las autoridades supuestamente liberales del breve y ambivalente período de la perestroika y la Glásnost oficial.
En los dos años y medio restantes, el ritmo de cambio se aceleró. El Congreso de los Diputados del Pueblo celebró su segunda sesión otoñal en 1989 durante una huelga nacional de mineros. Una de las consecuencias fue la abolición en marzo de 1990 del artículo 6 de la Constitución soviética (1977), que había establecido explícitamente la primacía del Partido Comunista dentro del Estado soviético, un dominio del sistema hasta entonces tácito pero omnipresente.
Las autoridades formaron unidades de la policía antidisturbios OMON para hacer frente a las crecientes protestas y concentraciones en toda la URSS. En Moscú, éstas culminaron en una gran manifestación en enero de 1991, denunciando las acciones de Gorbachov y su administración. Las manifestaciones en Lituania, Tiflis, Bakú y Tayikistán han sido reprimidas, lo que ha provocado la muerte de muchos manifestantes.